# Buellia arborea
Buellia arborea är en lavart som beskrevs av Coppins & Tønsberg. Buellia arborea ingår i släktet Buellia och familjen Physciaceae.  Arten är reproducerande i Sverige. Inga underarter finns listade i Catalogue of Life.